# Jose de Venecia jr.

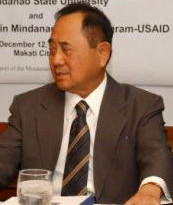

Jose Clavería de Venecia jr. ook wel: JDV of Joe De V (Dagupan City, 26 december 1936) is een politicus in de Filipijnen. De Venecia jr. was van 1992 tot 1998 en van 2001 tot 2008 voorzitter van het Huis van Afgevaardigden. Hij was daarmee, na de president, vicepresident en de voorzitter van het Senaat de op drie na belangrijkste man van de Filipijnse politiek.
De Venecia jr. werd in 1969 voor een eerste termijn van drie jaar gekozen in het Huis van Afgevaardigden namens het toenmalige 2e kiesdistrict van Pangasinan. Sinds 1987 is hij het gekozen lid van het 4e kiesdistrict van Pangasinan, met uitzondering van de periode 1998 tot 2001. In 1998 deed De Venecia jr. namelijk een gooi naar het presidentschap. Hij verloor deze verkiezingen van toenmalig vicepresident Joseph Estrada.
De Venecia jr. is de huidige president van de politieke partij LAKAS-CMD
- Gemeinsame Normdatei: 14002719X
- Library of Congress Control Number: no2001024579
- Virtual International Authority File: 103341538
- WorldCat: E39PBJf8tK8JQR7PFgPM4wc9Dq